# Risus sardonicus

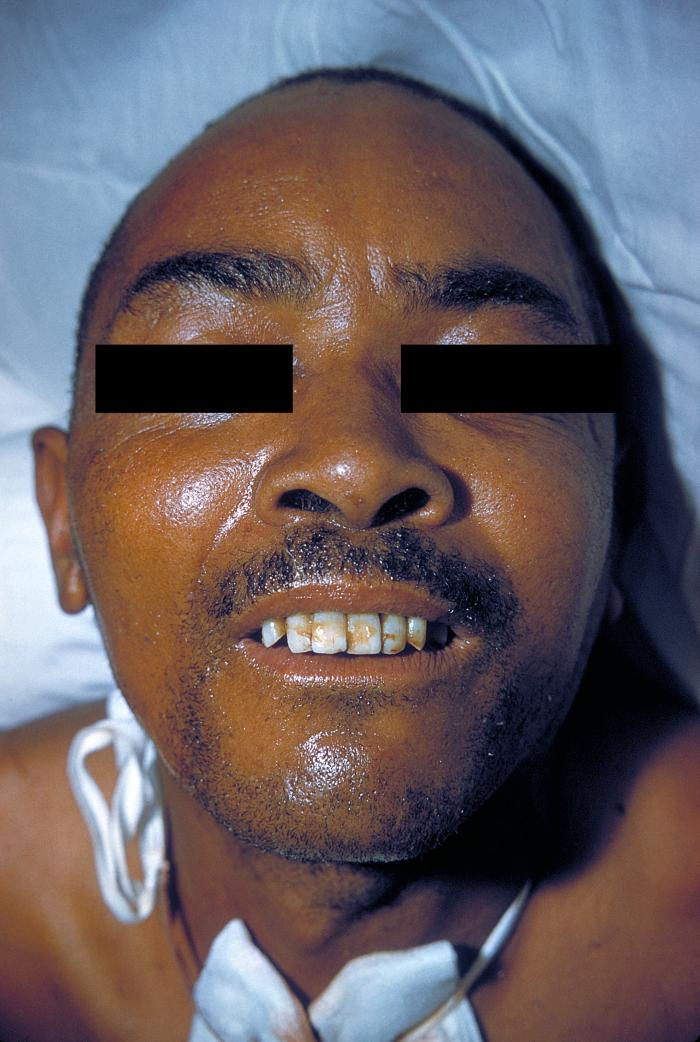
Risus sardonicus.

Risus sardonicus (latin: ”sardoniskt leende”) är en medicinsk term för en vid bland annat stelkramp förekommande kramp i ansiktets muskulatur, som stelnar i ett förvridet leende. Samma effekt hade, enligt antikens uppfattning, förtäring av en på Sardinien växande giftig ört, sydsmörblomma (Ranunculus sardous), vilket förklarar det latinska artnamnet. Tillståndet kan också orsakas av förgiftning med stryknin och av Wilsons sjukdom.
År 2009 påstod sig forskare vid Università del Piemonte Orientale i Italien ha identifierat saffransstäkra (Oenanthe crocata) som historisk orsak till det sardoniska leendet. Saffransstäkran är den mest sannolika kandidaten till att vara "sardonisk ört", en neurotoxisk växt som användes för det rituella dödandet av äldre människor i det förromerska Sardinien.

## I populärkulturen
- Arthur Conan Doyles hjälte Sherlock Holmes använder termen för att beskriva ansiktssnedvridning hos mordoffret Bartholomew Sholto i hans berättelse The Sign of the Four. Detta ledde också till att Dr. Watson bekräftar strykninförgiftning.
- Ett fall av Risus sardonicus dyker upp i novellen "Sardonicus" av Ray Russell,  senare använd som grund för William Castles film Mr Sardonicus 1961.
- I serietidningen Batman, använder Jokern ett gift på några av sina offer som inducerar ett starkt stiliserad version av detta tillstånd. I videospelet Batman: Arkham City, antar Jokers ansikte samma utseende vid sin död.
- I brittiska TV-serien Cracker säsong 3, episod "True Romance: Part 1", hittas en kropp som uppvisar risus sardonicus som följd av elektriska stötar som dödsorsak.
- Risus sardonicus är också en originell bok med berättelser, dikter, essäer, anekdoter, och över sjuttio fotografier av Warren Martin Hern. Det är en sammanställning av tankar och iakttagelser som samlats under flera årtionden av författarens liv. [1]